# J.T.ワイズ
ジェレミー・タイラー・ワイズ（Jeremy Tyler Wise、1986年6月2日 - ）は、アメリカ合衆国フロリダ州オーランド出身のプロ野球選手(三塁手)。現在は、MLBのテキサス・レンジャーズ傘下AAフリスコ・ラフライダーズに所属している。

## 経歴

### プロ入りとドジャース傘下時代
2009年のMLBドラフトでロサンゼルス・ドジャーズにドラフト5巡目で指名され、7月1日に契約を結びプロ入りを果たした。
7月5日に、傘下ルーキーリーグのオグデン・ラプターズへ配属された。同年は、39試合に出場し、打率338、8本塁打、23打点、49安打を記録した。
2010年4月4日に、傘下Aグレートレイクス・ルーンズへ昇格した。5月27日に、傘下ルーキーリーグのオグデンへ降格した。ただ1試合も出場する事は無かった。6月3日に、傘下Aグレートレイクスへ昇格した。7月4日に、7日間の故障者リスト登録された。7月14日に、復帰した。同年は、86試合に出場し、打率309、12本塁打、62打点、93安打を記録した。
2011年4月4日に、傘下アドバンスAランチョクカモンガ・クエークスへ昇格した。8月14日に、7日間の故障者リストに登録された。8月28日に、復帰した。同年は、97試合に出場し、打率286、17本塁打、73打点、96安打を記録した。
2012年4月3日に、傘下AAチャタヌーガ・ルックアウツへ昇格した。7月14日に、7日間の故障者リストに登録された。7月27日に、復帰した。同年は、121試合に出場し、打率278、9本塁打、70打点、116安打を記録した。
2013年も、傘下AAチャタヌーガでプレーした。同年は、106試合に出場し、打率245、8本塁打、35打点、68安打を記録した。
2014年3月29日に、解雇された。

### 独立リーグ時代
2014年4月30日に、独立リーグであるアメリカン・アソシエーションのウィチタ・ウィングナッツと契約を結んだ。
ここでは、47試合に出場し、打率297、12本塁打、42打点、55安打を記録した。

### レンジャーズ傘下時代
2014年7月7日に、テキサス・レンジャーズとマイナー契約を結んだ。
7月8日に、傘下AAAラウンドロック・エクスプレスへ配属された。ここでは、1試合に出場した。7月11日に、傘下AAフリスコ・ラフライダーズへ降格した。ここでは、38試合に出場し、打率319、11本塁打、34打点、45安打を記録した。
オフの12月14日に、レンジャーズとマイナー契約で再契約を結んだ。12月30日に、傘下AAフリスコへ配属された。
2015年1月13日に、マイナー契約を結んだ。
同年は、開幕を傘下AAフリスコで迎えた。5月24日に、傘下AAAラウンドロックへ昇格した。6月11日に、傘下AAフリスコへ降格した。7月17日に、7日間の故障者リストに登録された。7月30日に、傘下AAAラウンドロックへ昇格した。8月11日に、7日間の故障者リストに登録された。8月18日に、復帰した。8月31日に、傘下AAフリスコへ降格した。最終的に、傘下AAAラウンドロックでは、21試合に出場し、打率188、3本塁打、5打点、12安打を記録した。傘下AAフリスコでは、57試合に出場し、打率241、6本塁打、27打点、48安打を記録した。